# Rinorea castaneoides
Rinorea castaneoides là một loài thực vật có hoa trong họ Hoa tím. Loài này được (Oliv.) Kuntze miêu tả khoa học đầu tiên năm 1891.